# Joakim Mæhle
Joakim Mæhle Pedersen (Østervrå, 20 mei 1997) is een Deens voetballer die doorgaans als rechtsback speelt. Hij verruilde Atalanta Bergamo in augustus 2023 voor VfL Wolfsburg. Mæhle debuteerde in 2020 in het Deens voetbalelftal.

## Clubcarrière

### Aalborg BK
Mæhle werd geboren in Østervrå, een deelgemeente van het Deense Frederikshavn. Hij zette zijn eerste voetbalpassen dan ook bij de plaatselijke voetbalclub Østervrå IF, waar zijn vader actief was in het eerste team. Hier werd hij ontdekt door de Deense profclub Aalborg BK, die hem opnam in de jeugdopleiding. In juni 2016 tekende hij zijn eerste profcontract en werd hij bij het eerste elftal gehaald. Mæhle debuteerde op 7 augustus 2016 in de Superligaen, tegen FC Nordsjælland. Op 19 september 2016 volgde zijn eerste basisplaats, tegen Lyngby BK. Mæhle maakte op 21 oktober 2016 zijn eerste competitietreffer, tegen Nordsjælland.

### KRC Genk
Na één jaar op het hoogste niveau in Denemarken bevestigde Aalborg op 9 mei 2017 dat Mæhle de overstap maakte naar KRC Genk. Hij tekende er een contract voor drie jaar met een optie op nog een seizoen. Hij was de eerste zomertransfer van de club. Aalborg moest bij Genk het vertrek van vaste rechtsachter Timothy Castagne opvangen. Hij maakte op 29 juli 2017 zijn debuut voor de Belgische club, in de eerste competitiewedstrijd van het seizoen tegen Waasland-Beveren. Hij viel die dag in voor Amine Khammas. Mæhle zat in zijn eerste seizoen bij Genk regelmatig op de bank door concurrentie van Clinton Mata op zijn positie. In zijn tweede seizoen, na het vertrek van Mata, kreeg hij een vaste basisplaats. Mæhle groeide dat seizoen uit tot een sterkhouder in de Genkse basiself, die vooral naam maakte met zijn loopvermogen. Hij werd in 2018/19 Belgisch landskampioen met Genk. Zodoende trad hij in 2019/20 voor het eerst aan in de Champions League, tegen Red Bull Salzburg, Napoli en Liverpool.

### Atalanta Bergamo
Mæhle verruilde Genk in januari 2021 voor Atalanta Bergamo, de nummer drie van Italië in het voorgaande seizoen. Die prestatie evenaarden zijn ploeggenoten en hij ook dat jaar. Mæhle schipperde in zijn eerste achttien maanden in Italië tussen basis, bank en invalbeurten, voor hij in hoofdzakelijk 2022/23 basisspeler werd.

### VfL Wolfsburg
Mæhle liet de Serie A na 2,5 jaar achter zich en tekende in augustus 2023 voor vier jaar bij VfL Wolfsburg.

## Clubstatistieken
| Seizoen | Club             | Competitie    | Competitie | Competitie | Beker | Beker | Internationaal | Internationaal | Totaal | Totaal |
| Seizoen | Club             | Competitie    | Wed.       | Dlp.       | Wed.  | Dlp.  | Wed.           | Dlp.           | Wed.   | Dlp.   |
| ------- | ---------------- | ------------- | ---------- | ---------- | ----- | ----- | -------------- | -------------- | ------ | ------ |
| 2016/17 | Aalborg BK       | Superligaen   | 24         | 1          | 3     | 0     | —              | —              | 27     | 1      |
| 2017/18 | KRC Genk         | Eerste klasse | 25         | 0          | 2     | 0     | —              | —              | 27     | 0      |
| 2018/19 | KRC Genk         | Eerste klasse | 39         | 3          | 2     | 1     | 13             | 0              | 54     | 4      |
| 2019/20 | KRC Genk         | Eerste klasse | 25         | 0          | 2     | 1     | 6              | 0              | 33     | 1      |
| 2020/21 | KRC Genk         | Eerste klasse | 16         | 1          | 0     | 0     | —              | —              | 16     | 1      |
| 2020/21 | Atalanta Bergamo | Serie A       | 20         | 0          | 3     | 0     | 2              | 0              | 25     | 0      |
| 2021/22 | Atalanta Bergamo | Serie A       | 26         | 1          | 1     | 1     | 8              | 1              | 35     | 3      |
| 2022/23 | Atalanta Bergamo | Serie A       | 34         | 3          | 2     | 0     | —              | —              | 36     | 3      |
| 2023/24 | VfL Wolfsburg    | Bundesliga    | 30         | 2          | 3     | 0     | —              | —              | 33     | 2      |
| Totaal  | Totaal           | Totaal        | 239        | 11         | 18    | 3     | 29             | 1              | 286    | 15     |

## Interlandcarrière
Mæhle kwam uit voor Denemarken –20 en Denemarken –21. Hij nam met het laatstgenoemde team deel aan het EK –21 van 2019, waarop hij twee keer scoorde in een groepswedstrijd tegen Oostenrijk –21. Bondscoach Kasper Hjulmand haalde Mæhle in september 2020 voor het eerst bij het Deens voetbalelftal, voor interlands in de UEFA Nations League tegen België en Engeland. Hij maakte op 5 september zijn officiële debuut, tegen België. Hij viel toen na 72 minuten in voor Martin Braithwaite. Drie dagen later bleef hij 90 minuten op de bank tegen Engeland. Mæhle begon op 7 oktober 2020 voor het eerst in de basis. Hij stond toen linksback in een oefeninterland tegen Faeröer. Hij maakte tijdens deze wedstrijd de 3-0 en daarmee zijn eerste doelpunt voor het nationale team.
Mæhle had tien interlands en twee doelpunten achter zijn naam staan toen Hjulmand hem meenam naar het EK 2020. Hierop kwamen de Denen en hij tot de halve finale. Hij speelde zelf alle zes de wedstrijden van het Deense team van begin tot eind. Hij scoorde in de groepswedstrijd tegen Rusland en in de achtste finale tegen Wales. Mæhle behoorde ook tot de Deense ploeg op het WK 2022 en was ook hierop basisspeler in alle wedstrijden van Denemarken. Hij werd op 30 mei 2024 door Hjulmand opgenomen in de Deense selectie voor het EK 2024 in Duitsland. Denemarken speelde in de groepsfase gelijk Slovenië, Engeland en Servië, waarna het in de achtste finales werd uitgeschakeld door gastland Duitsland (2–0). Mæhle kwam op het toernooi in iedere wedstrijd niet in actie.
| Interlands van Joakim Mæhle voor Denemarken | Interlands van Joakim Mæhle voor Denemarken | Interlands van Joakim Mæhle voor Denemarken | Interlands van Joakim Mæhle voor Denemarken | Interlands van Joakim Mæhle voor Denemarken | Interlands van Joakim Mæhle voor Denemarken |
| No.                                         | Datum                                       | Wedstrijd                                   | Uitslag                                     | Soort Wedstrijd                             | Doelpunten                                  |
| Als speler bij KRC Genk                     | Als speler bij KRC Genk                     | Als speler bij KRC Genk                     | Als speler bij KRC Genk                     | Als speler bij KRC Genk                     | Als speler bij KRC Genk                     |
| ------------------------------------------- | ------------------------------------------- | ------------------------------------------- | ------------------------------------------- | ------------------------------------------- | ------------------------------------------- |
| 1.                                          | 5 september 2020                            | Denemarken – België                         | 0 – 2                                       | UEFA Nations League Divisie A               |                                             |
| 2.                                          | 7 oktober 2020                              | Denemarken – Faeröer                        | 4 – 0                                       | Vriendschappelijk                           | 32'                                         |
| 3.                                          | 11 oktober 2020                             | IJsland – Denemarken                        | 0 – 3                                       | UEFA Nations League Divisie A               |                                             |
| 4.                                          | 14 oktober 2020                             | Engeland – Denemarken                       | 0 – 1                                       | UEFA Nations League Divisie A               |                                             |
| 5.                                          | 11 november 2020                            | Denemarken – Zweden                         | 2 – 0                                       | Vriendschappelijk                           |                                             |
| 6.                                          | 18 november 2020                            | België – Denemarken                         | 4 – 2                                       | UEFA Nations League Divisie A               |                                             |
| Als speler bij Atalanta Bergamo             |                                             |                                             |                                             |                                             |                                             |
| 7.                                          | 25 maart 2021                               | Israël – Denemarken                         | 0 – 2                                       | Kwalificatie WK 2022                        |                                             |
| 8.                                          | 31 maart 2021                               | Oostenrijk – Denemarken                     | 0 – 4                                       | Kwalificatie WK 2022                        | 63'                                         |
| 9.                                          | 2 juni 2021                                 | Duitsland – Denemarken                      | 1 – 1                                       | Vriendschappelijk                           |                                             |
| 10.                                         | 6 juni 2021                                 | Denemarken – Bosnië en Herzegovina          | 2 – 0                                       | Vriendschappelijk                           |                                             |
| 11.                                         | 12 juni 2021                                | Denemarken – Finland                        | 0 – 1                                       | EK 2020                                     |                                             |
| 12.                                         | 17 juni 2021                                | Denemarken – België                         | 1 – 2                                       | EK 2020                                     |                                             |
| 13.                                         | 21 juni 2021                                | Rusland – Denemarken                        | 1 – 4                                       | EK 2020                                     | 82'                                         |
| 14.                                         | 26 juni 2021                                | Wales – Denemarken                          | 0 – 4                                       | EK 2020 achtste finale                      | 88'                                         |

## Palmares
| Belgisch kampioen  | 1x | 2018/19 |
| Belgische Supercup | 1x | 2019    |